# Browary Warszawskie

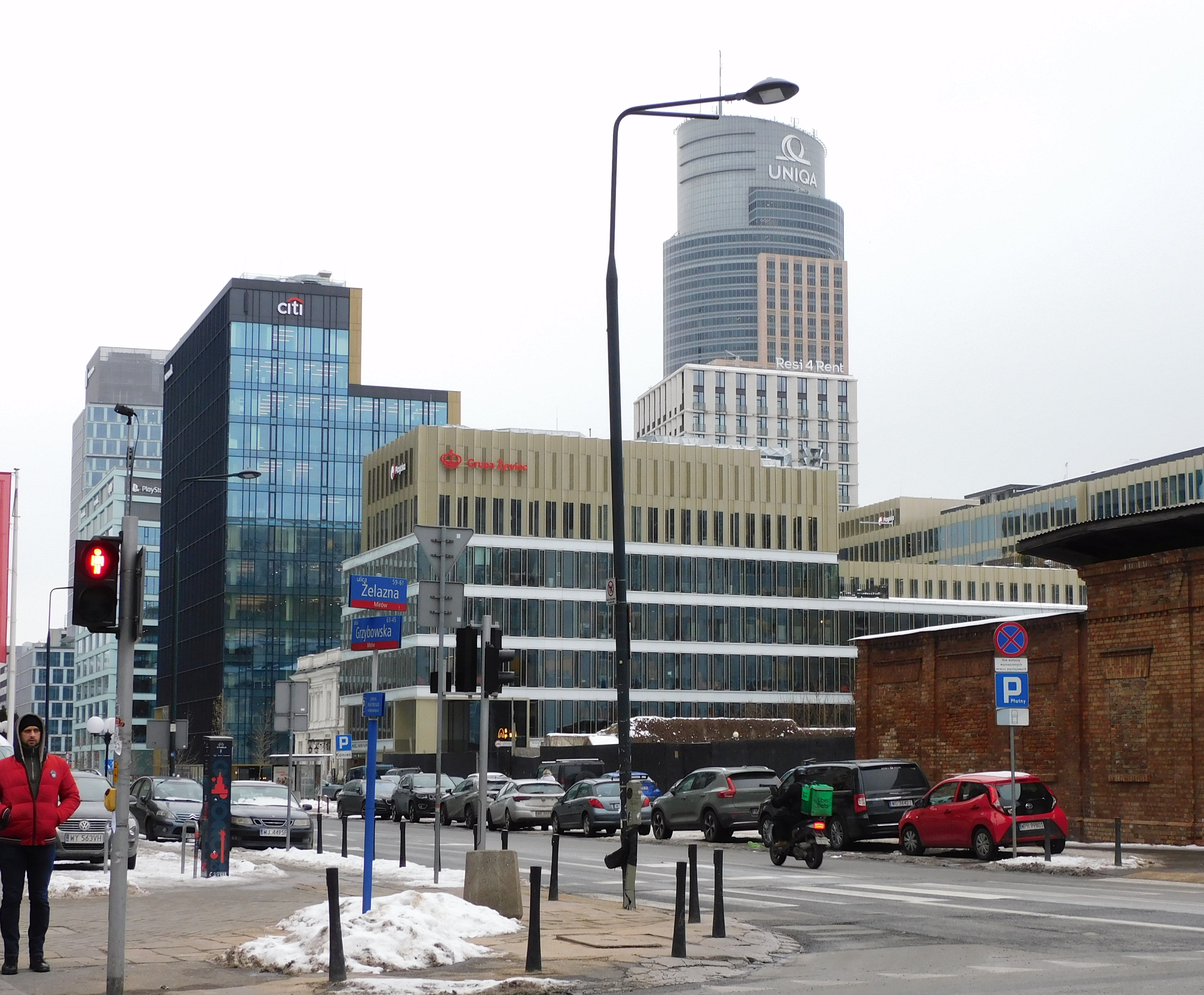
Broway Warszawskie von der Żelazna-Straße aus gesehen, 2024. Im Hintergrund der Warsaw Trade Tower

Browary Warszawskie ist ein moderner, multifunktionaler Immobilienkomplex im Warschauer Stadtbezirk Wola. Auf der 4,5 Hektar großen Fläche einer ehemaligen Brauerei wurde von 2016 bis 2021 ein funktionales und ganzheitliches städtebauliches Konzept umgesetzt. Dabei entstanden neben Büro- und Wohngebäuden umfangreiche Einzelhandelsflächen sowie gastronomische Dienstleistungsbereiche. Der Komplex bzw. seine Schöpfer wurden mehrfach ausgezeichnet.

## Geschichte
Die 1846 gegründete Brauerei Haberbusch i Schiele lag an den heutigen Straßen Grzybowska, Wronia, Chłodna und Krochmalna. Sie war die größte Brauerei im unter russischer Kontrolle stehenden Kongresspolen. Auch in der Zweiten Polnischen Republik gehörte sie zu den größten Brauereien des Landes. Sie florierte bis zum Zweiten Weltkrieg, in dem sie beschädigt wurde. Nach dem Wiederaufbau war die Brauerei unter wechselnden Namen und Eigentümern weiterhin in Betrieb und produzierte auch Coca-Cola unter amerikanischer Lizenz.

### Neubauplanung

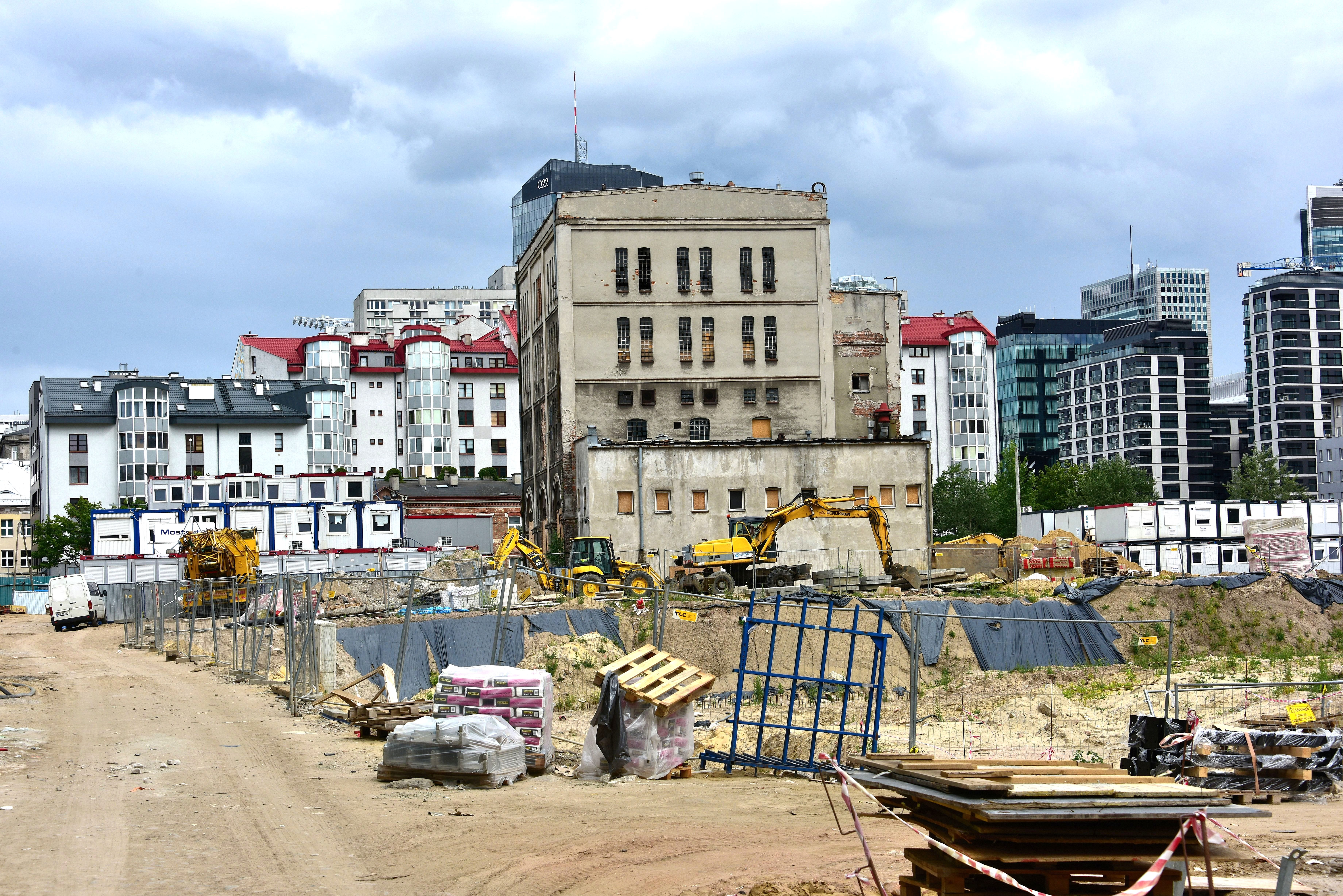
Das erhaltene Sudhaus, 2018

Auf dem Gelände wurde bis 2004 produziert. Zwei Jahre später kaufte es die spanische Immobilienentwicklungsgesellschaft Grupo Prasa, die
den Bau eines Gebäudekomplexes zu Büro- und Wohnzwecken plante. Der gezahlte Kaufpreis betrug 42 Millionen Euro. Nach dem Entwurf der Architektenbüros JEMS und MWH sollten unter Einbeziehung der historischen Kelleranlagen der Brauerei drei rund 120 Meter hohe Hochhäuser mit knapp 1500 Wohnungen errichtet werden.
Die Nachkriegsgebäude auf dem Gelände wurden im Jahr 2007 abgerissen, drei unter Denkmalschutz stehende historische Gebäude (das Sudhaus, die Fabrikanten-Villa aus dem Jahr 1891 und ein Laborgebäude) sowie die Kelleranlagen aus den 1850er Jahren blieben erhalten. Das Projekt konnte von der Grupo Prasa aufgrund der Folgen der Immobilienkrise in Spanien nicht realisiert werden. Im Jahr 2014 wurde Echo Investment neuer Eigentümer des Grundstücks – ebenfalls für einen Preis von 42 Millionen Euro. Mit der Planung der Bebauung des knapp 4,5 Hektar großen Areals wurde erneut das Architekturbüro JEMS beauftragt.

### Bauarbeiten
Die Bautätigkeiten begannen im Jahr 2016 und waren 2021 abgeschlossen. Es wurden fünf Wohn- und vier Bürogebäude errichtet. Die technische und logistische Herausforderung des Projektes lag in der hohen Bebauungsdichte im unmittelbaren Umfeld der innerstädtischen Lage. Das betraf vor allem die Schaffung des 16.700 Quadratmeter großen unterirdischen Bereichs des Komplexes, von dem der größte Teil auf zwei Geschosse bis ca. 2,3 Meter unterhalb des Grundwasserspiegels entfiel. Der gesamte Komplex musste von Schlitzwänden umgeben werden, wobei verschiedene Bau- und Befestigungstechnologien zum Einsatz kamen, darunter auch Erdanker.
Das Herzstück des Gastronomiebereichs bilden die Keller des ehemaligen Brauerei-Lagerkellers. Sie bestehen aus vier langen Räumen mit gemauerten Tonnengewölben von sieben Metern Durchmesser, die durch Querkorridore verbunden sind. Anstelle des ursprünglichen stabilisierenden Drucks des Erdreichs über dem Keller wurde eine Stahlbeton-Balkendecke eingezogen, die mit einer etwa ein Meter dicken Schicht Pflanzerde nicht nur die Dehnungskräfte der gemauerten Gewölbe aufnimmt, sondern auch als tragende Struktur des zentralen Gartens des neuen Komplexes dient. Der Raum zwischen Tonnengewölben und Betondecke wurde für die Unterbringung von Installationen genutzt.

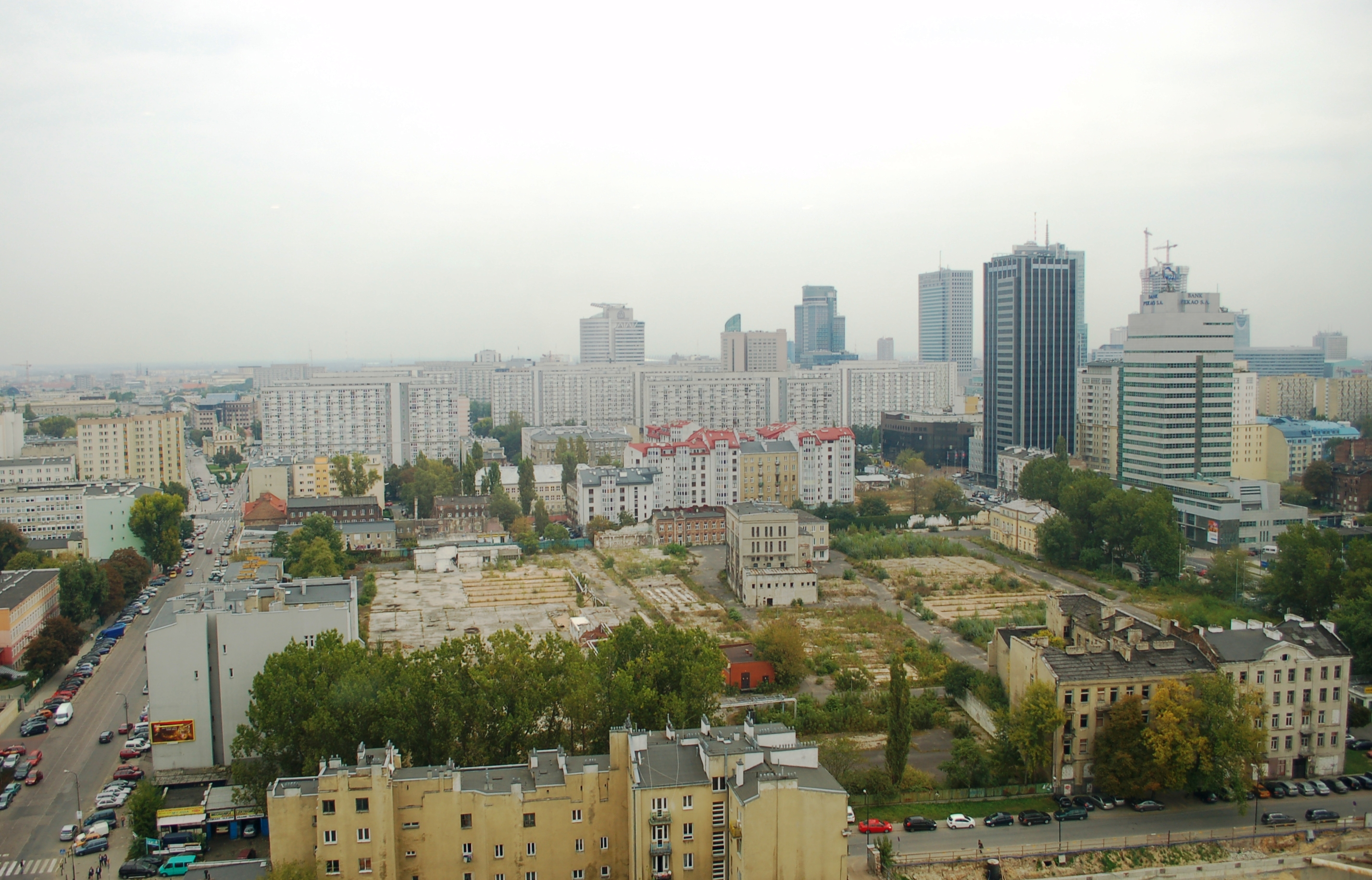
Brachliegendes Gelände, 2011
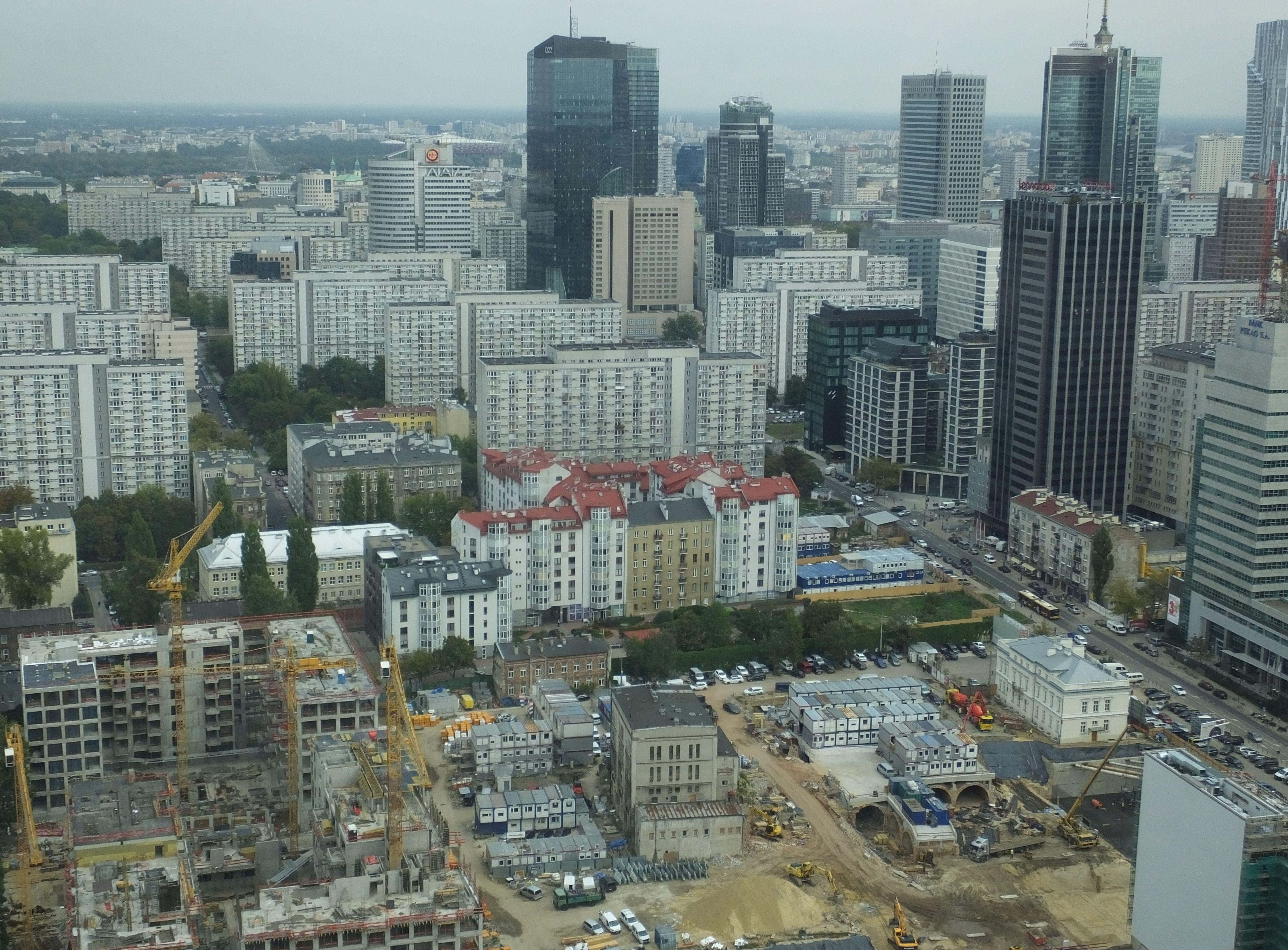
Bauarbeiten im Jahr 2018
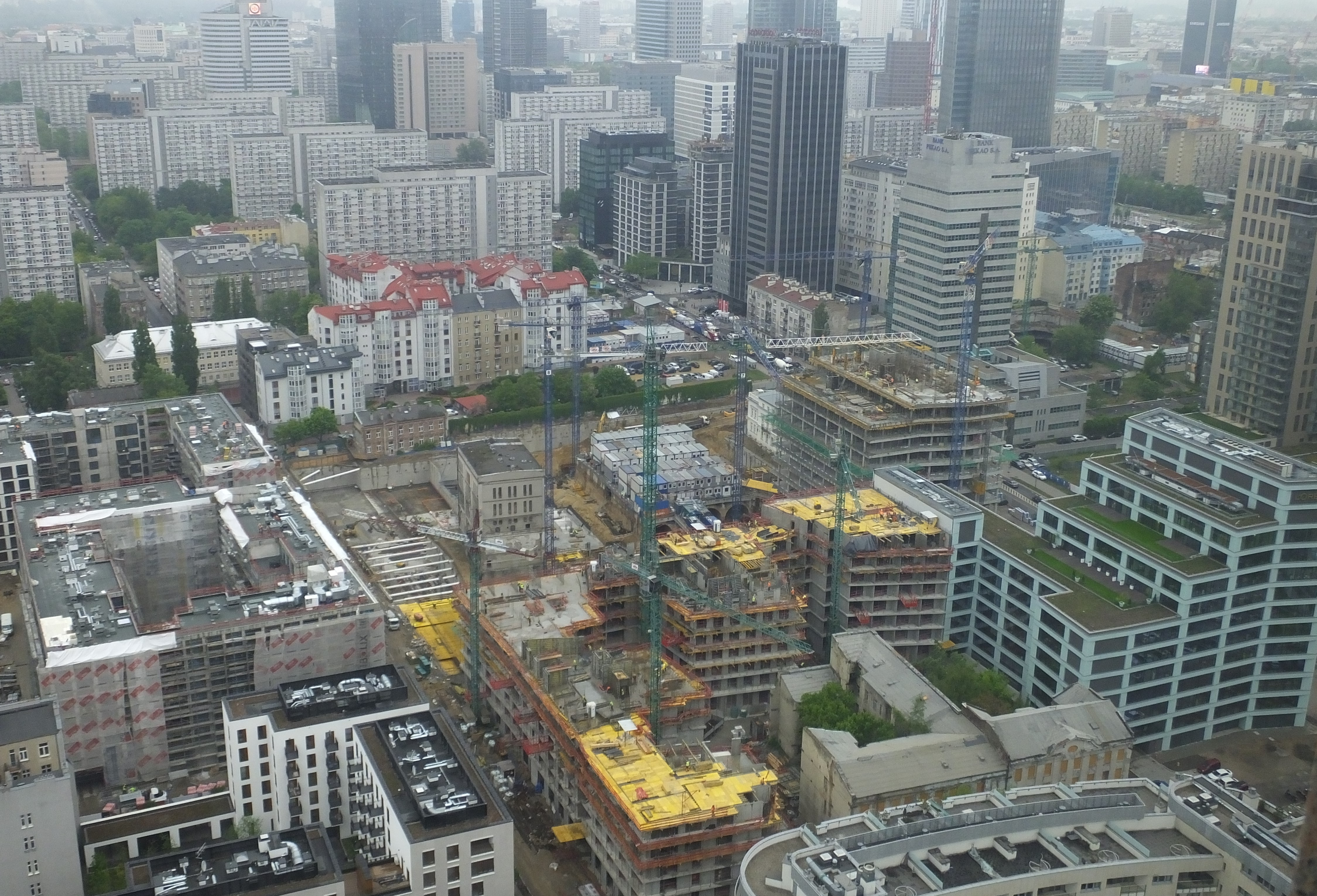
Baufortschritt im Mai 2019

### Browary Warszawskie
Der Komplex besteht aus vier Bürogebäuden, fünf Wohngebäuden, Gewerbeflächen für Dienstleistungsanbieter, Einzelhandel sowie einem Bar- und Restaurantbereich, der in dem ehemaligen Brauerei-Keller untergebracht ist. Die Gesamtanlage verfügt über 14 oberirdische und zwei unterirdische Geschosse, darunter auch eine Tiefgarage. Die Büros sind BREEAM-Green-Building-zertifiziert.
An der Grzybowska-Straße entstand der symbolische Haupteingang zum Komplex, das sogenannte Brauereitor. Beidseitig des Tores befinden sich zwei Bürogebäude mit variablen, abgestuften Höhen und wechselnder Fassadenstruktur. Die ursprünglich im Bebauungsplan vorgesehene Höhe von 100 Metern wurde nicht verwirklicht; die Gebäude sind maximal 60 Meter hoch und bilden die Einrahmung für einen Innenhof. Vom Brauereitor in Richtung Krochmalna-Straße verlaufen zwei neu geschaffene Straßen – die Haberbuscha-Straße und die senkrecht dazu verlaufende Schielego-Straße, an denen sich mehrere kleine Plätze aneinanderreihen.
Browary Warszawskie erhielt verschiedene Auszeichnungen, darunter einen MAPIC-Award im Jahr 2022 für die beste Stadterneuerung, den CEE Retail Award als beste multifunktionale Investition, den Grand Prix des SARP-Wettbewerbs Award of the Year 2021 als bester öffentlicher Raum, den CEEQA 2021 Award für zeitloses Design und einen Preis des CIJ Awards Poland in mehreren Kategorien. Bei der 8. Auflage des Architekturpreises des Bürgermeisters von Warschau erhielt JEMS die Auszeichnung mit dem Grand Prix für kommerzielle Architektur.
Die Revitalisierung der ehemaligen Brauereianlage gilt als gelungene Investition im Rahmen der Stadtentwicklung:

„Ebenso wie die ehemalige Wodkafabrik Koneser in Praga, das Kraftwerk in Powiśle oder das Gelände der nahegelegenen Norblin-Fabrik ist Browary Warszawskie eine Neuentwicklung, die der Stadt ein einst von der Industrie annektiertes Gebiet zurückgibt. Dieser multifunktionale, ganzheitlich konzipierte Gewerbekomplex ist ein stadtprägender Ort, der zur Steigerung der Lebensqualität im gesamten Stadtteil beiträgt.“

Die Zeitung Gazeta Wyborcza beschrieb die Neuentwicklung:

„Dies ist einer der Orte, an denen es möglich war, aus dem Nichts einen lebendigen Stadtteil zu schaffen. Dies ist nicht überall machbar.“

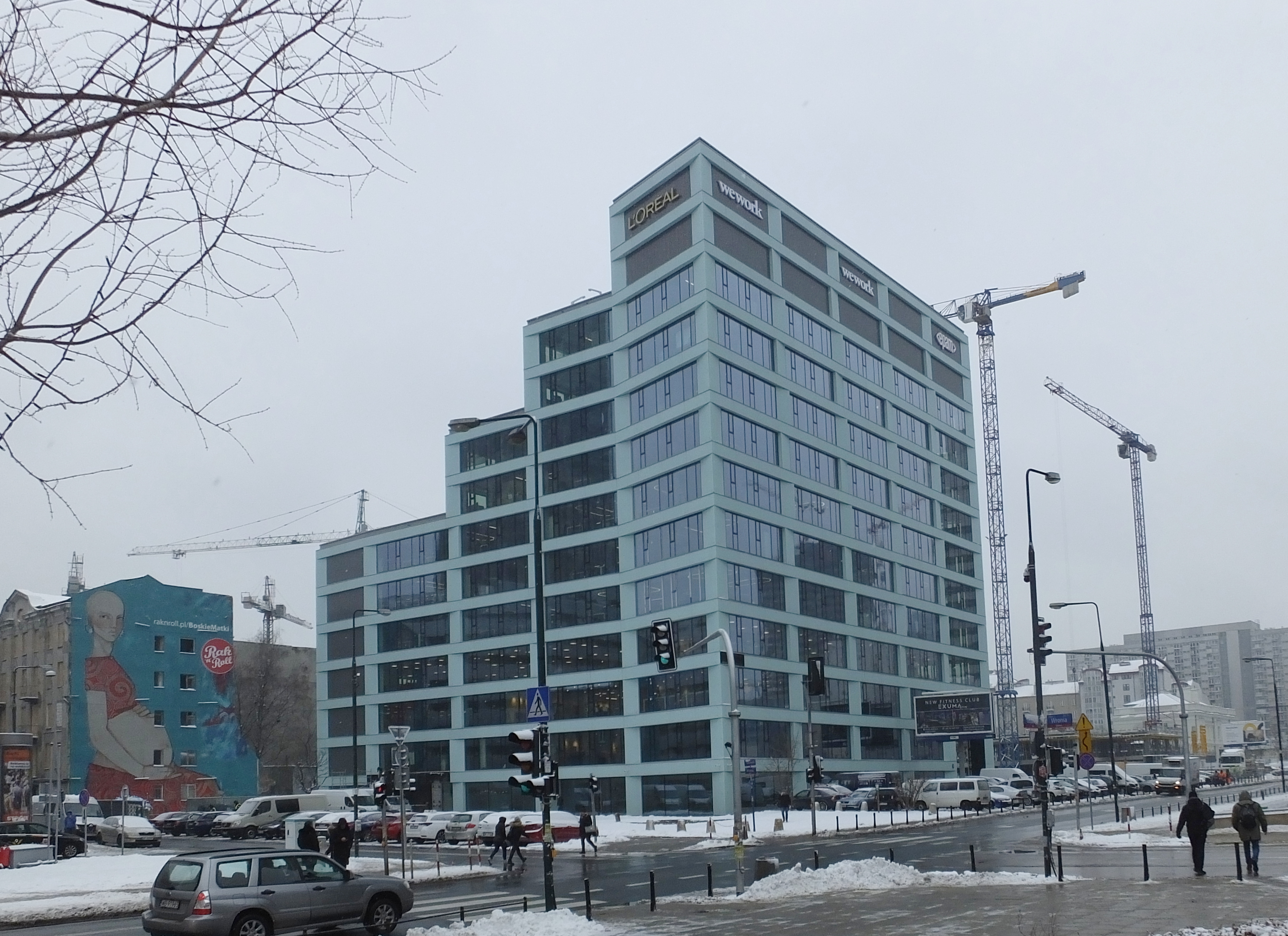
Eines der neuen Bürogebäude
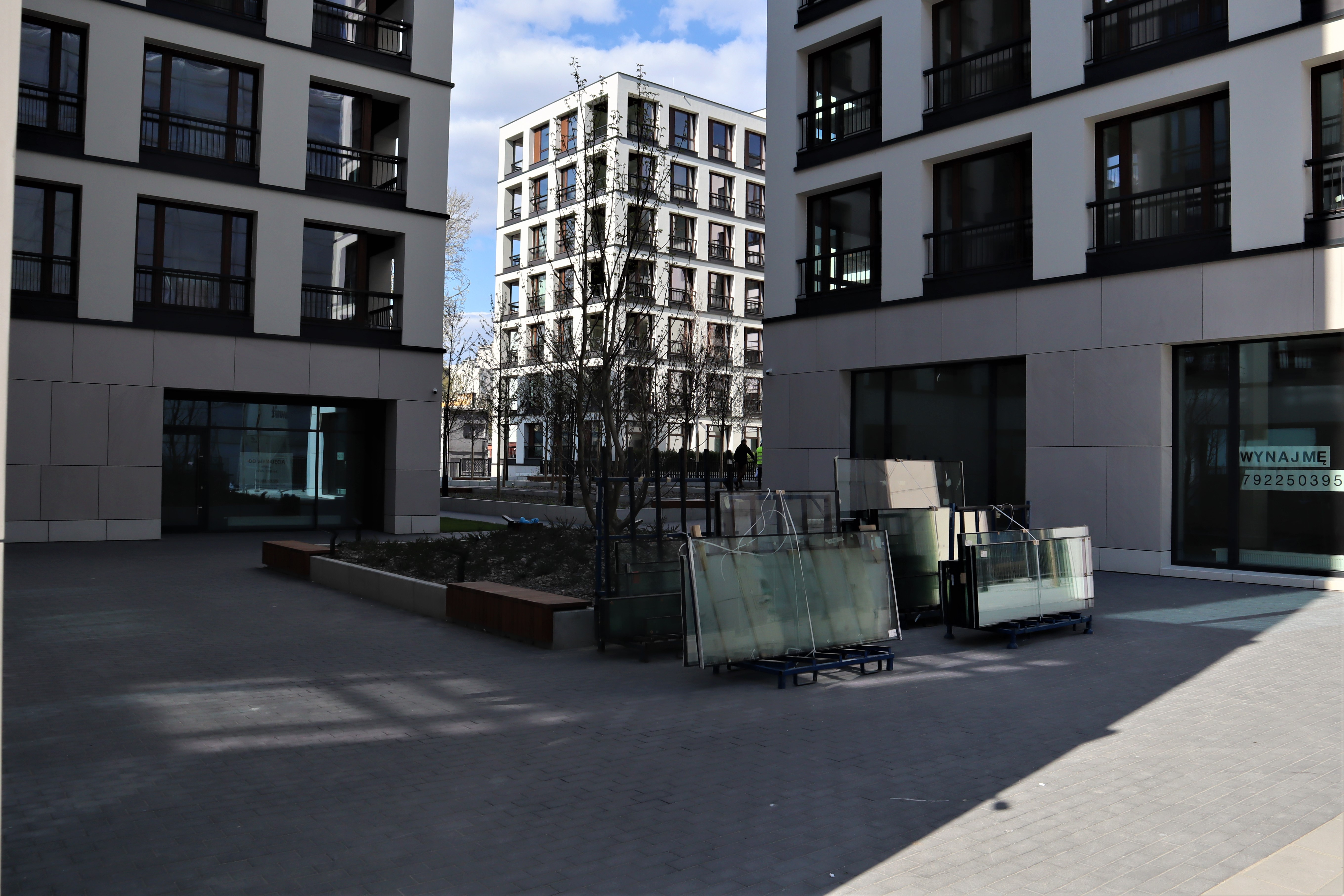
Moderne Wohnanlagen auf dem Gelände
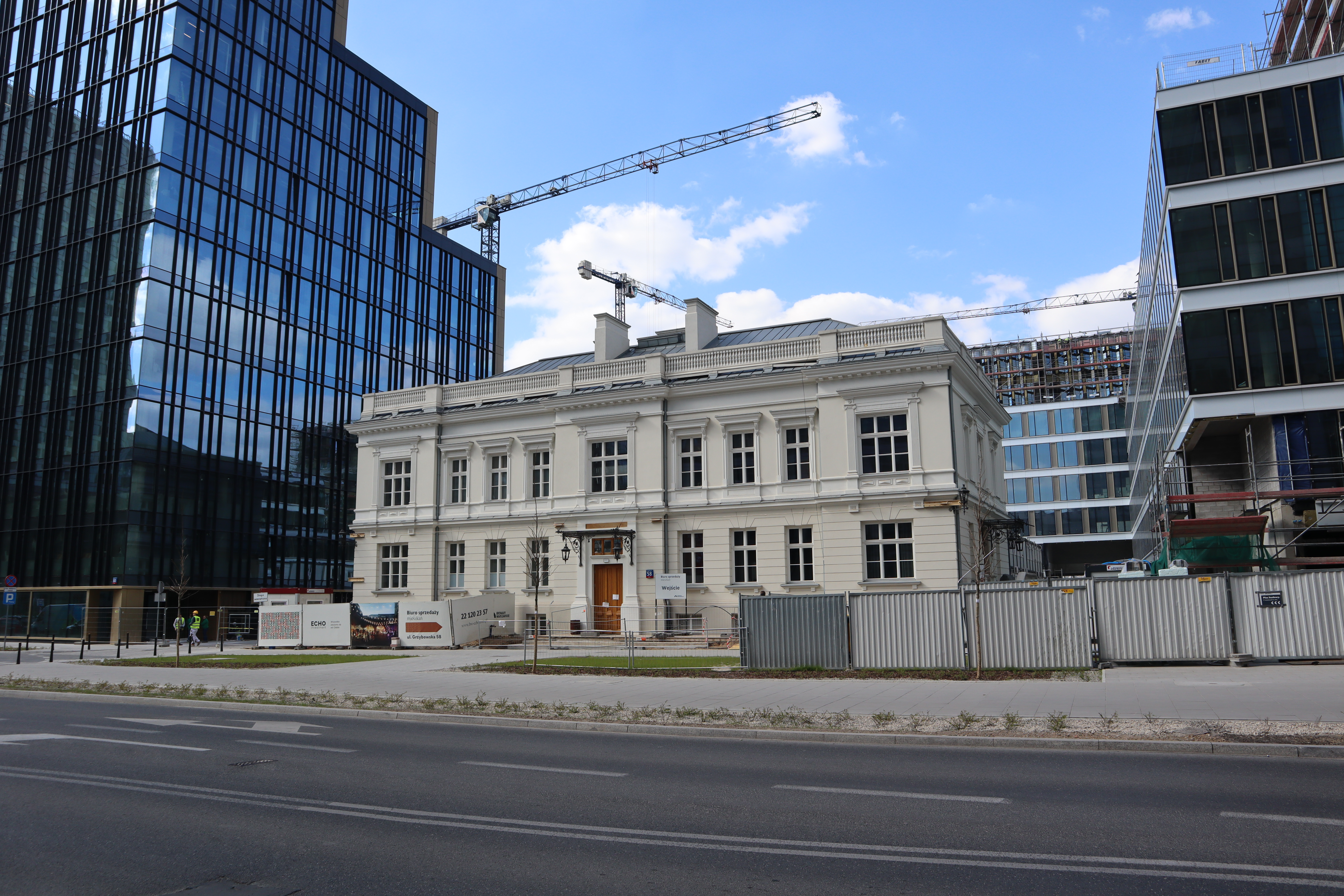
Die sanierte historische Fabrikanten-Villa